# Tomentgaurotes multiguttatus
Tomentgaurotes multiguttatus är en skalbaggsart som först beskrevs av Bates 1892.  Tomentgaurotes multiguttatus ingår i släktet Tomentgaurotes och familjen långhorningar. Inga underarter finns listade i Catalogue of Life.